# Аджлун
Аджлун (араб. عجلون) — місто на півночі Йорданії. Є адміністративним центром провінції Аджлун. Лежить за 76 км на північ від Амману, столиці країни. Місто відоме своїми історичними пам'ятками, зокрема Замком Аджлун, збудованому в XII столітті.

## Історія
За деякими припущеннями, назва міста пов'язана з моавітським царем Еглоном, згаданим у Біблії, хоча доказів цьому недостатньо.
Місто розрослося навколо Аджлунського замку, що був споруджений в 1184 році на місці старого монастиря. Він був перебудований у фортецю Іззом ед Діном Усамою, генералом армії Салаха ед Діна, під час хрестових походів. Вдале розташування замку дозволяло контролювати рух дорогою, що сполучала Дамаск та Єгипет. За правління Мамелюків до замку було додано велику вежу. В 1260 році замок був захоплений монголами та частково зруйнований. До того ж, замок зазнав великої шкоди під час двох сильних землетрусів: у Галілеї 1837 року та в Єрихоні 1927 року.
Аджлун згадується в переписі Османської імперії 1596 року: він розташовувався в нахії (районі) Аджлун. Тодішнє населення Аджлуну складало 313 мусульманських сімей, 20 мусульманських неодружених чоловіків і 20 християнських сімей. Вони сплачували різноманітні сільськогосподарські податки: на оливкові дерева, виноградники, вирощування фруктів та овочей тощо.
У 1838 р. населення міста складалося з переважно мусульман-сунітів та грецьких християн.
У середмісті Аджлуна розташована Велика мечеть. Вона є однією з найстаріших в Йорданії — її вік складає близько 800 років. Раніше ця споруда була візантійською церквою: є повідомлення про збережену грецьку писемність у найдавніших приміщеннях. У 2007 році розпочато роботи з благоустрою мечеті задля відкриття її для відвідувачів. Повідомляється, що при обвалі західної стіни мечеті в січні 2013 року внаслідок сильних дощів та снігу в її найдавнішій частині були знайдені хрести та Біблія.

## Географія

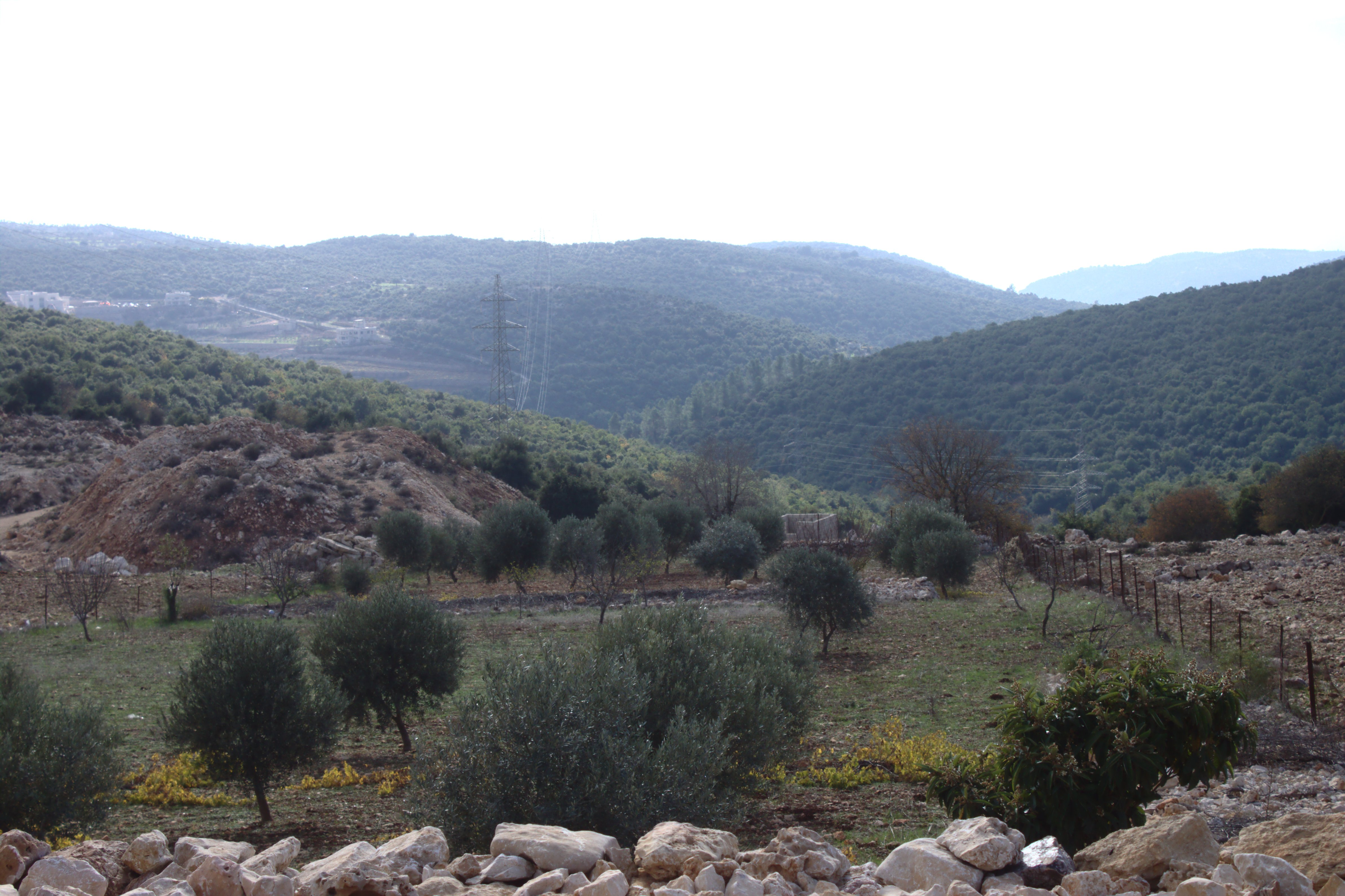
Місцевість навколо Аджлуна

Гори навколо Аджлуна славляться пишною рослинністю та густими зеленими лісами, тому вони є гарним місцем для походів.
Поруч із містом розташований Телль-Мар-Ільяс (холм Святого Іллі), де збереглися візантійські церковні мозаїки. Неподалік від міста також знаходиться лісовий заповідник Аджлун, що має славу найбільш зеленої території на всьому Близькому Сході. Проте ліси заповіднику зазнали значної вирубки за часів Османської імперії задля забезпечення паливом залізниці, прокладеної до Мекки.

### Клімат
За Класифікацією кліматів Кеппена Аджлун має середземноморський клімат зі спекотним літом (Csa). Середньорічна температура в місті становить 16.7 °C, а середньорічна кількість опадів — 467 мм. Найвищі гірські вершини поблизу міста сягають близько 1268 метрів над рівнем моря, до того ж у горах щороку трапляються кілька снігових бурь (зазвичай з грудня по березень).
| Клімат Аджлуну          | Клімат Аджлуну | Клімат Аджлуну | Клімат Аджлуну | Клімат Аджлуну | Клімат Аджлуну | Клімат Аджлуну | Клімат Аджлуну | Клімат Аджлуну | Клімат Аджлуну | Клімат Аджлуну | Клімат Аджлуну | Клімат Аджлуну | Клімат Аджлуну |
| Показник                | Січ.           | Лют.           | Бер.           | Квіт.          | Трав.          | Черв.          | Лип.           | Серп.          | Вер.           | Жовт.          | Лист.          | Груд.          | Рік            |
| Середній максимум, °C   | 11,6           | 12,8           | 15,5           | 20,5           | 25,8           | 28,6           | 29,8           | 29,9           | 28,5           | 25,5           | 19,9           | 13,6           | 21,8           |
| Середня температура, °C | 7,8            | 8,7            | 10,8           | 15,0           | 19,7           | 22,6           | 24,2           | 24,5           | 22,8           | 19,9           | 14,9           | 9,8            | 16,7           |
| Середній мінімум, °C    | 4,1            | 4,7            | 6,2            | 9,6            | 13,7           | 16,7           | 18,6           | 19,2           | 17,1           | 14,3           | 9,9            | 6,0            | 11,7           |
| Норма опадів, мм        | 111            | 102            | 78             | 23             | 6              | 0              | 0              | 0              | 0              | 10             | 48             | 89             | 467            |
| ----------------------- | -------------- | -------------- | -------------- | -------------- | -------------- | -------------- | -------------- | -------------- | -------------- | -------------- | -------------- | -------------- | -------------- |
| Джерело:                |                |                |                |                |                |                |                |                |                |                |                |                |                |

## Населення
За переписом Йорданії 1961 року в Аджлуні мешкало 5390 осіб, з яких 2023 були християнами.
За даними перепису в 2015 році населення міста становило 9990 жителів. Загалом населення мухафази Аджлун у 2015 році становило 176 080 осіб. Мусульмани складають більшість населення Аджлуна. Також в місті з давніх часів мешкають багато християн. Провінція Аджлун має високі показники сільського господарства, як свідчить розподіл населення.

## Відомі люди
Народились
- Шахер Момані - йорданський професор прикладної математики